# Thorum Sogn
Thorum Sogn var et sogn i Salling Provsti (Viborg Stift).
I 1800-tallet var Thorum Sogn anneks til Junget Sogn. Begge sogne hørte til Nørre Herred i Viborg Amt. Junget-Torum sognekommune blev ved kommunalreformen i 1970 indlemmet i Sundsøre Kommune, som ved strukturreformen i 2007 indgik i Skive Kommune.
I Thorum Sogn ligger Thorum Kirke.
1.	december 2024 indgik sognet i Fursund Sogn
I sognet findes følgende autoriserede stednavne:
- Hinnerup (bebyggelse, ejerlav)
- Koldinghus (Thorum) (bebyggelse)
- Lille Thorum (bebyggelse, ejerlav)
- Møgelthorum (bebyggelse, ejerlav)
- Møjbæksbro (bebyggelse)
- Ruseng (bebyggelse)
- Sovbæk (bebyggelse)
- Sverrig (bebyggelse)
- Thorum (bebyggelse)